# Stenalcidia delgada
Stenalcidia delgada är en fjärilsart som beskrevs av Paul Dognin 1895. Stenalcidia delgada ingår i släktet Stenalcidia och familjen mätare. Inga underarter finns listade i Catalogue of Life.